# Alter Teich (Hamburg-Bramfeld)
Das Stillgewässer Alter Teich, auch Kleiner Bramfelder See liegt in Hamburg-Bramfeld. Es ist der Quellteich der Seebek.

## Lage und Abmessungen
Der Alte Teich liegt westlich der Bramfelder Chaussee und östlich des Ohlsdorfer Friedhofs. Er ist etwa 1,7 ha groß. Weitere Zuwegungen gibt es von der Anderheitsallee im Süden und der Straße Am Ehrenmal im Norden. Letztere verweist auf das Ehrenmal für den Ersten Weltkrieg, geschaffen vom Bildhauer Karl Schurig, das sich nördlich des Teichs erhöht über einer Wiese befindet. Es ehrt die 165 Bramfelder und Steilshooper Soldaten, die im Ersten Weltkrieg starben. Auch eine Steinplatte für den Zweiten Weltkrieg wurde hinzugefügt.
Im Gewässer befindet sich eine Insel.

## Nutzung
Der Teich wird als Naherholungsgebiet genutzt. Ringsum befinden sich Liegewiesen. Aber auch als Angelteich wird der Alte Teich genutzt. Es kommen mitteleuropäische Fischarten wie Barsche, Brassen, Hechte, Karpfen, Rotaugen, Rotfedern und Ukeleien vor.